# Ana Layevska
Ana Layevska (ur. 10 stycznia 1982 w Kijowie) – ukraińsko-meksykańska aktorka.
Znana głównie ze swoich ról w telenowelach. W Polsce znana z seriali Rywalka od serca (2008) oraz Duch Eleny (2010).

## Kariera
Jej rodzice byli Rosjanami. W wieku 9 lat przeprowadziła się do Meksyku. Tam rozpoczęła karierę aktorki. Początkowo występowała w Televisie. Ostatnio została ekskluzywną gwiazdą Telemundo. W 2001 roku zagrała w filmie Czas motyli z Salmą Hayek.

## Telenowele
- 2013: Dama y Obrero jako Ignacia Santamaria
- 2012: Relaciones Peligrosas jako Patricia "Patty" Milano
- 2011: Moje serce bije dla Loli (Mi Corazón Insiste… en Lola Volcán) jako Débora Noriega de Santacruz
- 2010: Duch Eleny (El Fantasma de Elena) jako Elena/Daniela Calcano
- 2009: Mujeres Asesinas jako Marcela Rodriguez
- 2009: Verano de Amor jako Valeria
- 2008: Rywalka od serca (Querida Enemiga) jako Lorena Armendariz de Mendiola
- 2006: Las Dos Caras de Ana jako Ana Escudero/Marcia Lazcano
- 2005: La Madrastra jako Estrella San Román
- 2003: Clap...El lugar de tus sueños jako Valentina
- 2001: El juego de la vida jako Paulina de la Mora
- 2001: Mujer, casos de la vida real jako Adela
- 2002: Primer Amor... Tres Años Después jako Marina Iturriaga Camargo
- 2000: Primer amor... a mil por hora jako Marina Iturriaga Camargo
- 1999: Amor Gitano jako Maria

## Filmografia
- 2019: Yankee (serial) jako Laura Wolf
- 2009: Me Importas tu... y tu
- 2009: The Fighter (2009) jako Helen
- 2009: El Que Habita Las Alturas jako Teresa
- 2008: Casi Divas jako Ximena
- 2006: Cansada de Besar Sapos jako Andi
- 2004: Genisis 3:19 jako Lisa
- 2001: Czas motyli jako Lina Lovaton